# James Mann (escritor)

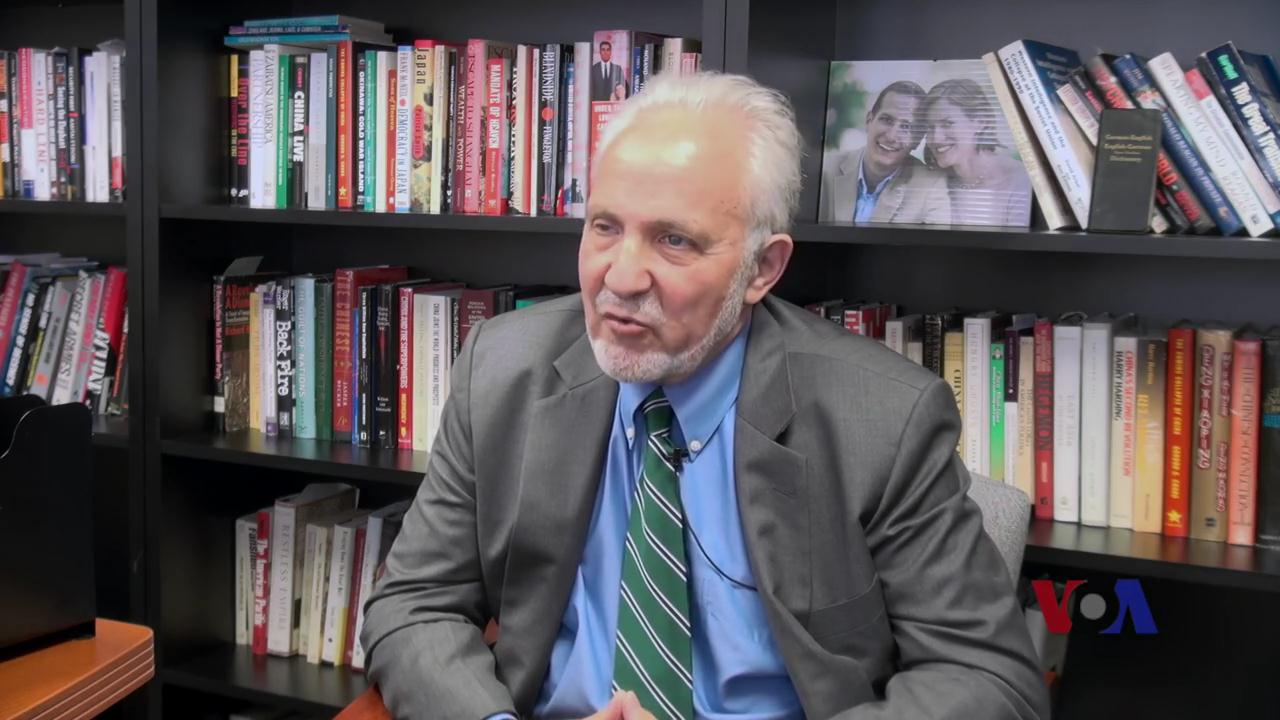
James Mann

James Mann (Albany) é um escritor norte-americano.

## Obras
- Beijing Jeep. [S.l.]: Simon & Schuster. 1989. ISBN 9780671620271; reprint Westview Press, 1997, ISBN 9780813333274
- About Face: A History of America's Curious Relationship With China From Nixon to Clinton, Alfred Knopf, 1999, ISBN 9780679450535
- Rise of the Vulcans: The History of Bush's War Cabinet. [S.l.]: Viking. 2004. ISBN 9780143034896
- The China Fantasy, Viking, 2007, ISBN 9780670038251; reprint Penguin Books, 2008, ISBN 9780143112921
- The Rebellion of Ronald Reagan: A History of the End of the Cold War, Penguin, 2009, ISBN 9780670020546